# NGC 3294
NGC 3294 је спирална галаксија у сазвежђу Мали лав која се налази на NGC листи објеката дубоког неба.
Деклинација објекта је + 37° 19' 29" а ректасцензија 10h 36m 16,0s. Привидна величина (магнитуда) објекта NGC 3294 износи 11,2 а фотографска магнитуда 11,9. Налази се на удаљености од 29,912 милиона парсека од Сунца. NGC 3294 је још познат и под ознакама UGC 5753, MCG 6-23-21, CGCG 183-30, KUG 1033+375, IRAS 10333+3734, PGC 31428.